# لونديس هنري ديفيس
لونديس هنري ديفيس هو محامي وسياسي أمريكي، ولد في 13 ديسمبر 1836 في جاكسون في الولايات المتحدة، وتوفي في 4 فبراير 1920 في كاب جيراردو في الولايات المتحدة. نشط حزبياً في الحزب الديمقراطي. وقد انتخب عضو مجلس نواب ولاية ميزوري ‏ وانتخب عضو مجلس النواب الأمريكي ‏.